# Vimioso (freguesia)
Vimioso is een plaats (freguesia) in de Portugese gemeente Vimioso en telt 1208 inwoners (2001).